# ジェリー・コステロ
ジェリー・フランシス・コステロ（英語: Jerry Francis Costello、1949年9月25日 - ）は、アメリカ合衆国の政治家。イリノイ州出身。

## 経歴
1988年任期中に死去したチャールズ・メルヴィン・プライスの後任を決めるアメリカ合衆国下院補欠選挙で当選し、以後30年以上連続して下院議員を務めている。
所属政党は民主党であるが、敬虔なカトリック教徒であることから、妊娠中絶や性倫理に関しては保守的なスタンスを貫いている。